# Martin Rosell
Tom Martin Anton Rosell, född 3 februari 1946, död 26 februari 2019, var en svensk seglare och läkare.
Rosell seglade bland annat IC-kanot för Göteborgs kanotförening och blev världsmästare 1972, svensk mästare 1971, silvermedaljör vid SM 1972 och bronsmedaljör vid SM 1973.